# Alicia Lázaro Cadena
Alicia Lázaro Cadena (Jaca, 1952-Madrid, 18 de septiembre de 2022) fue una laudista y musicóloga española, fundadora y directora de la capilla de Música Jerónimo Carrión y expresidenta de la Asociación de Grupos Españoles de Música Antigua (GEMA). Fue miembro de la Real Academia de Historia y Arte de San Quirce.

## Trayectoria
Formada como guitarrista en Madrid con Jorge Fresno, estudió en el Conservatorio Superior de Música de Ginebra; en la Schola Cantorum Basiliensis estudió instrumentos de cuerda pulsada (vihuela, laúd y guitarra barroca) con Eugen Dombois y Hopkinson Smith. Allí conoció a Jordi Savall, Monserrat Figuera, Marcial Moreiras, Isabel Serrano, Emilio Moreno, Pedro Esteban y María Villa. 
Compaginó la docencia en la escuela municipal de música y danza de San Lorenzo de El Escorial con la de instrumentista de vihuela, laúd, y guitarra barroca, realizando conciertos en España, Italia, Francia, Alemania, Portugal, Venezuela y Brasil.
Como investigadora recuperó música para su divulgación de los archivos catedralicios españoles, cuando fue directora de la capilla de Música Jerónimo de Carrión, con la que realizó habitualmente programas de música inédita de la catedral de Segovia, y cuando fue directora de la Sección de Investigación Musical de la Fundación Don Juan de Borbón de Segovia.
 

De ella dijo el Centro Nacional de Difusión Musical:
"Alicia Lázaro fue una de las primeras personas que se entregaron en nuestro país a la imprescindible reconsideración de la música de José de Nebra. A ella se debió la transcripción de Viento es la dicha de Amor en el célebre montaje de 1992 que puede considerarse el punto de partida de la moderna reincorporación de Nebra al repertorio."
Fue directora musical desde 2001 de la compañía teatral Nao d´amores, participando entre otros en los proyectos como Tragicomedia de Don Duardos, Farsas y Églogas, Dança da morte, Comedia Aquilana, o Numancia, todos ellos bajo la dirección de Ana Zamora.
Falleció el 18 de septiembre de 2022 tras una larga enfermedad.

## Distinciones
- 2004, premio Agora de Teatro.[9]
- 2005, premio Choc de la Musique por la grabación Ecos y Afectos.[9]
- 2010, nominada a los Premios Max como Mejor Dirección Musical por su trabajo en Auto de los Reyes Magos[10]
- 2011, nominada a los Premios Max como Mejor Dirección Musical por su trabajo en por Dança da Morte.[10]
- 2014, premio como investigadora de la asociación GEMA[10]
- 2015, premio mejor dirección de la asociación GEMA[10]
- 2016, premio a la Creatividad e Innovación en la Música Antigua de la asociación GEMA[10]
- 2021, Premio de Honor 2021 de la asociación GEMA como reconocimiento y agradecimiento “a toda su trayectoria, a su trabajo, investigación y recuperación de nuestro patrimonio inmaterial y a su incasable labor y generosidad para dar visibilidad a los grupos e intérpretes de música antigua”.[3]

## Obras
- 51 Tonos para voz y guitarra barroca de José Marín (1618-1699) Chanterelle Verlag, ECH 521, 1997.[11]
- Cuatro volúmenes de la colección Maestros de Capilla de la Catedral de Segovia, publicados en el desaparecido sello discográfico Verso
- Calendas: el tiempo en las catedrales” Tonos al nacimiento, a la pasión y al Santísimo. Lamentación del Viernes.[12] Edición crítica, 2004. ISBN 978-84-923988-2-9
- Alienta, mortal, alienta” Misa a seis voces, arias y tonos castellanos.[13] Edición crítica, 2011. ISBN 978-84-923988-5-0
- Ecos y afectos” Tonos al nacimiento, al Santísimo, a Cristo crucificado y a la Asunción.[14] Edición crítica. Colección: Maestros de Capilla de la Catedral de Segovia, Número 2. ISBN 978-84-923988-3-6
- El tesoro oculto.[15] Lázaro, A. y Martín, A. (2021) ISBN 9788412209129

## Discografía
- Miguel de Irizar: "Ecos y afectos" VERSO ISBN 24169 (2004). Capilla Jerónimo de Carrión y Escolanía de Segovia. Dirección: Alicia Lázaro. Grabación realizada en San Juan de los Caballeros (Segovia) entre abril y mayo de 2004. Basada en la edición crítica de Alicia Lázaro recogida en el volumen 2 de la colección Maestros de Capilla de la Catedral de Segovia, publicada por la Fundación Don Juan de Borbón. Dur. 63:54
- Jerónimo de Carrión: "Calendas. El tiempo en las Catedrales". VERSO (2005) Capilla Jerónimo de Carrión. Dirección: Alicia Lázaro
- Jerónimo de Carrión (1660?-1721): "Ah de los elementos". VERSO ISBN 24170 (2007) Capilla Jerónimo de Carrión. Dirección: Alicia Lázaro Grabación realizada en la Real Academia de San Quirce (Segovia) en julio y septiembre de 2007. Basada en la edición crítica de Alicia Lázaro recogida en el volumen 3 de la colección Maestros de Capilla de la Catedral de Segovia, publicada por la Fundación Don Juan de Borbón. Dur. 55:41
- Juan Montón y Mallén: "Alienta, mortal, alienta" VERSO ISBN 56046 (2011) Capilla Jerónimo de Carrión. Dirección: Alicia Lázaro. Grabación realizada en San Juan de los Caballeros (Segovia) en julio de 2010. Basada en la edición crítica de Alicia Lázaro recogida en el volumen 4 de la colección Maestros de Capilla de la Catedral de Segovia, publicada por la Fundación Don Juan de Borbón. Dur. 65:29